# Gru (tegneserie)
 For alternative betydninger, se Gru. (Se også artikler, som begynder med Gru)
Gru var et tegneseriehæfte, der blev udgivet af forlaget Interpresse i perioden mellem 1972 og 1975. Bladets redaktør var Uno Krüger, der skrev i bladet som Fætter Madikke.
Gru var et såkaldt horror-magasin og indeholdt tegneserier med et makabert - og til tider endog humoristisk - islæt. Serierne handlede ofte om varulve, zombier m.v. og var typisk hentet fra de amerikanske magasiner Eerie og Creepy. Serierne var tegnet af bl.a. Alex Toth, Al Williamson, Esteban Maroto, Wally Wood, Ricard Corben, John Severin, Steve Englehart og Steve Ditko.
De danske forfattere Erwin Neutzsky-Wulff og Per Sanderhage bidrog til Gru med bl.a. en række noveller. Enkelte af Neutzsky-Wulffs noveller fra Gru blev sidenhen inkluderet i novellesamlingen Ulvens arv (1984), mens Sanderhages fortællinger om lejemorderen Luckner blev genudgivet i novellesamlingen En sag for Luckner (2017).
I 1975 lukkede Interpresse bladet efter udgivelse af 30 magasiner. Der blev endvidere udgivet 4 hæfter og et minialbum.
Velholdte magasiner er i dag samlerobjekter og kan indbringe flere hundrede kroner pr. blad.
Bladet har sat kulturelle spor i form af bl.a. tegneserien Slim nr. 7 (1991) kendt fra Freddy-serien samt novellesamlingen Det grufulde bibliotek (2018), hvor bogstaverne GRU i titlen på omslaget er udformet som en præcis kopi af tegneseriebladets logo.

## Eksterne links
- Omtale på comicwiki.dk
- Omtale i Den Store Danske
- Oversigt over priser for Gru-blade på pegasus.dk

| Taleboble | Spire Denne tegneserieartikel er en spire som bør udbygges. Du er velkommen til at hjælpe Wikipedia ved at udvide den. |